# Le Secret de Paula
Le Secret de Paula (Paulas Geheimnis) est un film allemand, réalisé par Gernot Krää, sorti en 2007.

## Fiche technique
- Titre original : Paulas Geheimnis
- Réalisation : Gernot Krää
- Scénario : Gernot Krää
- Photographie : Eeva Fleig
- Musique : Max Berghaus, Stefan Hansen et Dirk Reichardt
- Son :
- Montage :
- Décors :
- Costumes : Anke Wahnbaeck
- Durée :
- Date de diffusion :
  -  Allemagne : 13 septembre 2007

## Distribution
- Thelma Heintzelmann: Paula Steinhof
- Vincent Paul de Wall: Tobi Pröllinger
- Claudia Michelsen: Susanne Steinhof, mère de Paula
- Christian Leonard: Wolf Steinhof, père de Paula
- Constanze Spranger: Jenny Pröllinger
- Albert Berisa: Radu
- Jülide Girisken: Ioana
- Karina Krawczyk: Silvia Pröllinger, mère de Tobi
- Jürgen Vogel: Klaus Pröllinger, père de Tobi
- Martin Kiefer: Black Warrior
- Miriam Fiordeponti: Elsa
- Marek Harloff: Lehrer Blank
- Leslie Malton: Frau Meyer
- Imke Büchel: Frau Jensen
- Simon-Paul Wagner: Sascha
- Hagen von der Lieth: Rimsky